# Jean Victor Pradier
Pour les articles homonymes, voir Pradier.
 (septembre 2024).
La mise en forme du texte ne suit pas les recommandations de Wikipédia : il faut le « wikifier ».
Les points d'amélioration suivants sont les cas les plus fréquents :
- Les titres sont pré-formatés par le logiciel. Ils ne sont ni en capitales, ni en gras.
- Le texte ne doit pas être écrit en capitales (les noms de famille non plus), ni en gras, ni en italique, ni en « petit »…
- Le gras n'est utilisé que pour surligner le titre de l'article dans l'introduction, une seule fois.
- L'italique est rarement utilisé : mots en langue étrangère, titres d'œuvres, noms de bateaux, etc.
- Les citations ne sont pas en italique mais en corps de texte normal. Elles sont entourées par des guillemets français : « et ».
- Les listes à puces sont à éviter, des paragraphes rédigés étant largement préférés. Les tableaux sont à réserver à la présentation de données structurées (résultats, etc.).
- Les appels de note de bas de page (petits chiffres en exposant, introduits par l'outil «  Source ») sont à placer entre la fin de phrase et le point final[comme ça].
- Les liens internes (vers d'autres articles de Wikipédia) sont à choisir avec parcimonie. Créez des liens vers des articles approfondissant le sujet. Les termes génériques sans rapport avec le sujet sont à éviter, ainsi que les répétitions de liens vers un même terme.
- Les liens externes sont à placer uniquement dans une section « Liens externes », à la fin de l'article. Ces liens sont à choisir avec parcimonie suivant les règles définies. Si un lien sert de source à l'article, son insertion dans le texte est à faire par les notes de bas de page.
- La présentation des références doit suivre les conventions bibliographiques. Il est recommandé d'utiliser les modèles {{Ouvrage}}, {{Chapitre}}, {{Article}}, {{Lien web}} et/ou {{Bibliographie}}. Le mode d'édition visuel peut mettre en forme automatiquement les références.
- Insérer une infobox (cadre d'informations à droite) n'est pas obligatoire pour parachever la mise en page.

Pour une aide détaillée, merci de consulter Aide:Wikification.
Si vous pensez que ces points ont été résolus, vous pouvez retirer ce bandeau et améliorer la mise en forme d'un autre article.
Jean Victor Pradier, né le 13 avril 1855 à Périgueux (Dordogne) et mort le 3 juin 1930 à Toulon (Var), est un amiral français de la marine nationale. À la fin de sa carrière, durant la Première Guerre mondiale, il fut nommé Commandant de la marine en Algérie. Il obtient la légion d'honneur en 1890.
Né sous le nom Jean-Victor Colombet, nom de sa mère Anne Colombet, il est reconnu le 13 avril 1871, par Sicaire dit " Victor " Pradier.

## Biographie
Jean Victor, à sa naissance, le 13 avril 1855, n'est pas reconnu, il porte donc dans un premier temps le nom de sa mère "Colombet". Puis, 19 ans après, jours pour jours, en l'an 1871, Sicaire Pradier le reconnaît comme étant son fils. Il porte désormais son nom "Pradier".
Le jeune Jean-Victor Pradier fait ses études au lycée de Lorient, avant d’intégrer l'école navale "Borda" en 1872.Il entre dans la marine la même année, à Toulon. Il est fait Aspirant en 1875 et Enseigne de vaisseau en 1878. Sa mère Anne Colombet signera un acte de reconnaissance l'année suivante, en 1879. En 1881, il est sur le cuirassé d'escadre "Marengo", sous le commandement du Commandant Michel Salmon. En 1884, devient Lieutenant de vaisseau. En 1886, il est sur le transport "Gironde", Service des transports, du Commandant François Henriot. Il est fait Chevalier de la légion d'honneur en 1890. Ainsi que Officier breveté Torpilleur, puis Officier d'académie. Le 20 mars 1891, Jean Victor Pradier devient Commandant d'un torpilleur, affecté à la Défense mobile de Toulon.
Trois mois plus tard, le 20 juin 1891, il se marie avec Blanche Charlotte Anna Rullier (1872-1962), avec qui il aura 7 enfants, dont Marguerite en 1898 et  Georges en 1906.
Le 12 septembre 1892, il est nommé Commandant du torpilleur de haute mer "Coureur", de l' Escadre de Méditerranée. (Idem au 1er janvier 1894.) Ensuite, devient Officier breveté Canonnier. Au 1er janvier 1897, sur la "Couronne", École des Canonniers et des Timoniers, Commandant le 1er groupe des vétérans, sous le commandement d'Hilaire Fiéron. Deux ans plus tard, le 1er janvier 1899 (nomination du 1er octobre 1897), il est promu Commandant du torpilleur de haute mer "Kabyle" auprès du Vice-amiral François Fournier, Commandant en chef l'Escadre de Méditerranée. Il devient Capitaine de frégate le 20 mai 1899. Subséquemment, il est Second du croiseur cuirassé "Amiral-Charner", Division de réserve de l'Escadre de Méditerranée. De 1903 à 1904, il est en réserve normale à Toulon.
Jean Victor Pradier est fait Officier de la Légion d'Honneur, le 15 juillet 1905. L’an suivant, le 1er janvier 1906, sur le contre-torpilleur "Pique", il est Chef d'État-Major auprès du Contre-amiral Jean De Percin, Chef de la Division navale d'Algérie. Il est promu Capitaine de vaisseau le 8 janvier 1907. Le 8 septembre 1908, Commandant du cuirassé "Carnot", en réserve normale à Toulon. Au 1er janvier 1911 (nomination du 15 octobre 1909), Commandant le croiseur cuirassé    "Victor-Hugo", 1re Escadre. Le 20 février 1911, Commandant le cuirassé "Marceau", École des Électriciens à Toulon.
Le 11 janvier 1914, Major de la Marine à Toulon.
Prend le commandement de la marine à Brest, en tant que Major Général, le 3 mai 1914.
Il est enfin nommé Contre-amiral le 27 mars 1914.

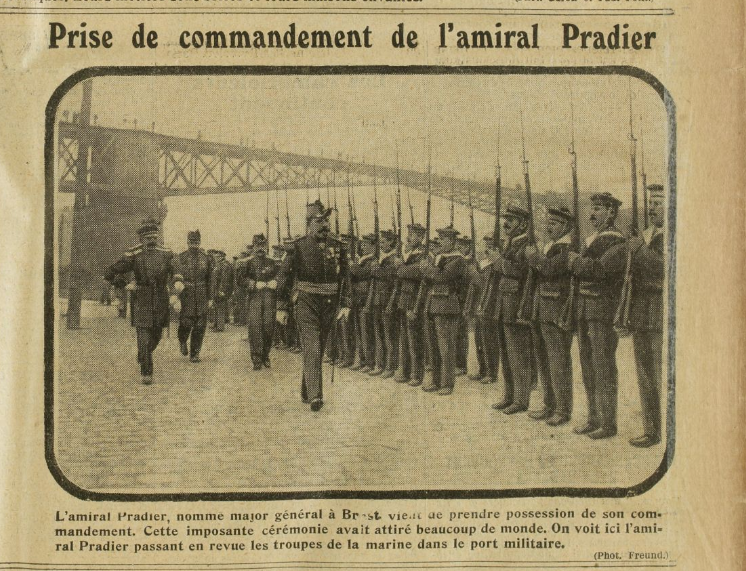
Extrait du journal Excelsior du 3 Mai 1914

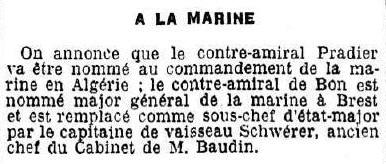
Extrait Ouest-France du 18 juin 1914

Au 1er janvier 1915, Commandant la Marine en Algérie.
Par la suite, il devient Commandeur de la Légion d'Honneur, le 11 mars 1916.

Au 1er janvier 1917, il est affecté au cadre de réserve.

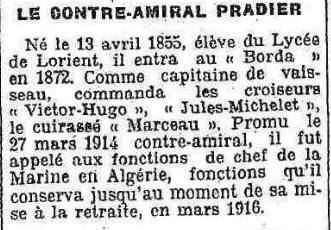
Extrait Le Nouvelliste du Morbihan du 27 novembre 1927

Il eut une propriété à Coulounieix-Chamiers, où il fut enterré à sa mort en 1930.

## Distinctions

### Décorations françaises
France
- Commandeur de la Légion d'honneur
- Officier de la Légion d'honneur
- Chevalier de la Légion d'honneur
- Officier d'académie.

### Décorations étrangères

#### Europe
Italie
- Chevalier de Saint Maurice et Saint Lazare d’Italie

 Royaume-Uni
- Commandeur de Saint Michel et Saint Georges de Grande-Bretagne

 Russie 
- Commandeur de Saint Stanislas de Russie

#### Asie
Viet Nam 
- Médaille du Tonkin

 Cambodge
- Officier de l’ordre royal du Cambodge

#### Proche-Orient
Turquie
- Grand Croix du Médjidié de Turquie

#### Afrique du Nord
Tunisie
- Grand Croix du Nicham Iftikar

 Maroc
- Médaille du Maroc

## Hommages
La ville de Coulounieix-Chamiers a donné son nom à une avenue.
"Avenue de L'Amiral Pradier"